# Frank Mannata igaz története
A Frank Mannata igaz története (eredeti cím ¡Viva América! olaszul La vera storia di Frank Mannata) 1969-ben bemutatott spanyol-olasz bűnügyi film, Javier Setó (a stáblistán Saviero Seto néven szerepel) katalán rendező készítésében, Jeffrey Hunter, Guglielmo Spoletini, Pier Angeli és Eduardo Fajardo főszereplésével. Mind a rendezőnek Setónak, mind a főszereplő Hunternak ez volt az utolsó filmje. Hunter a forgatás során szerzett sérülése következtében hunyt el nem sokkal később, mikor visszatért az Egyesült Államokba. A másik főszereplő, Pier Angeli két évvel később hunyt el, épp akkor, amikor szerepet kínáltak neki A Keresztapa c. legendás maffiafilmben.
A filmnek van magyar szereplője is, Barta Barri, más néven Barta Barnabás, aki 1911-ben született Budapesten.

## Szereplők
| Szereplő                                 | Színész                                                          |
| ---------------------------------------- | ---------------------------------------------------------------- |
| Frank (Francesco) Mannata                | Jeffrey Hunter                                                   |
| Salvatore Mannata                        | Guglielmo Spoletini (a stáblistán William Bogart néven szerepel) |
| Lucy                                     | Margaret Lee                                                     |
| Rosella Mannata                          | Gogó Rojo                                                        |
| Bambi                                    | Pier Angeli (a stáblistán Anna Maria Pierangeli néven szerepel)  |
| Dick O'Conor                             | Eduardo Fajardo                                                  |
| Dr. MacDonald                            | Víctor Israel                                                    |
| Timothy                                  | Beni Deus                                                        |
| O'Brian                                  | Miguel del Castillo                                              |
|                                          | Paloma Cela                                                      |
| Buchanan rendőrfőnök                     | Luis Induni                                                      |
| Patricia                                 | Sun De Sanders                                                   |
| Matón (a magyar változatban Jacky)       | Barta Barri                                                      |
| Ethen Lason szövetségi ügynök            | Antonio Pica                                                     |
| Charlie Romero                           | Ricardo Palacios                                                 |
| Prostituált (akit savval arcon öntöttek) | Lola Villar                                                      |
|                                          | Mike Brendel                                                     |
| O'Brian testőre és sofőrje               | Juan Olaguivel                                                   |
|                                          | Fernando Bilbao                                                  |
|                                          | Kathy Lagarde                                                    |
| A török                                  | Yamil Omar                                                       |
| Mammy                                    | Antonia Mas                                                      |
|                                          | Rafael Vaquero                                                   |
|                                          | Adolfo Thous                                                     |
|                                          | Manuel Bermúdez Boliche                                          |
|                                          | José Solís                                                       |
| Temple szenátor                          | Armando Calvo                                                    |

## Cselekmény
|  | Alább a cselekmény részletei következnek! |

Francesco Mannata (Jeffrey Hunter) nem sokkal az 1929-es nagy gazdasági világválság után elindul Amerikába szerencsét próbálni. Bátyja Salvatore (Guglielmo Spoletini) és nővére Rose (Gogó Rojo) már évekkel korábban emigráltak és a szeszkereskedelemből, valamint bujtatott prostitúcióból meggazdagodtak. Francesco látja, hogy Salvatorénak saját bárja van, a Paradicsom (Paradise) Chicagóban, ahová a gengszterek és a korrupt politikusok szívesen járnak szórakozni. Salvatorénak van ráadásul egy csinos barátnője, Bambi (Pier Angeli), aki énekesnőként lép fel a bárban esténként. Francesco élelmes, okos, bátor és sokszor forrófejű férfi, ugyanakkor becsvágyó, karrierista, de nagyon szereti a családját. Csak azután döntött az emigráció mellett, miután anyjuk elhunyt. Édesanyjuk nyakláncát, benne az asszony képével, Mannata mindig a nyakán hordja. Francesco közli Salvatoréval, hogy belevágnak a nagy munkába, hogy a testvérek saját birodalmat alapítsanak és ők legyenek a leggazdagabb gengszterek, akik uralják az illegális szeszkereskedelmet. Épp ezért Francesco Mannata ettől fogva Frank Mannatának kezdi hívni magát.
Salvatore elfogadja az ötletet, de előtte bemutatja öccsének Chicagót, hogy mire kell számítania. Bár a chicagó banda fővezére Al Messina, egy olasz, aki viszont most börtönben ül, addig pedig egy ír bandavezér, Dick O'Conor (Eduardo Fajardo) helyettesíti. Egy elhagyott kisvárosban van a lepárló, ahol találkoznak O'Connor néhány emberével és az egyik fejessel, O'Briannal (Miguel del Castillo), aki Franket látva mindjárt kifejezi olaszok elleni gyűlöletét, mondván minden talján meg akar tollasodni Amerikában. O'Conor sem szíveli az olaszokat, ahogy az írek többsége sem. Itt közlik Salvatoréval, hogy kétszeresére emelték az alkohol árát, jóllehet ez Salvatorénak egyáltalán nem tetszik, mert rég megállapodott az árban a vásárlókkal. Ám O'Connorék emberei megnyugtatják, hogy elintézik azt, aki problémázni merészel. Eközben viszont szövetségi ügynökök törnek rájuk, Mannatáéknak és O'Briannek menekülniük el. Lason ügynök (Antonio Pica) vezetésével a zugfőzdét megsemmisítik és megpróbálják Mannatáékat is elfogni, de ők gyorsan felhajtanak egy teherautó lefedett rakterébe, ami már készen várja őket. Amikor az ügynökök a sofőrt faggatják, az éppen a tülkölő dudával bíbelődik, s a hangzavarban nem tud odafigyelni a hatóság kérdéseire, így azok máshol keresik Franket és Salvatorét.
A testvérek következő állomáshelye Rose szépségszalonja. Rose is szép karriert csinált az államokban és feleségül ment egy görög férfihoz, Timothyhoz (Beni Deus), aki masszőrként dolgozik a szalonban. Rendkívül szimpatikus, megnyerő, életvidám férfi, ugyanakkor megértő és mivel nagyon szereti a feleségét, mindent kész megbocsátani neki, ahogy Rose fogalmaz. Timothytól hangzik el a film eredeti címe, amivel mialatt Franket is ösztönzi álmai megvalósítására saját és Rose példáját felhozva, méltatva az országot: ¡Viva América! (Éljen Amerika!) Frank odahaza is nagy csibész volt, s lehengerlő ötletei vannak. Mert a szépségszalon mást is kínál, többek között tehetősebb személyek alantas élvezeteknek hódolhatnak egy rejtett szobában. Eleinte emiatt Timothy nemtetszését fejezte ki, de később megbarátkozott felesége döntésével. Franket kissé undorral tölti el, amikor lát egy fiatal lányt egy fekete férfival hemperegni az ágyban, de Rose elmondja neki, hogy a hölgy nem más, mint Buchanan chicagói rendőrfőnök (Luis Induni) lánya. A rendőrfőnök közismert fajgyűlölő, de a lánya nem az, sőt vonzódik a fekete férfiakhoz. Ugyancsak a vendégek között van Temple szenátor (Armando Calvo) felesége is. Frank tehát ravasz tervet eszel ki, amivel úgy gondolja sakkban lehet tartani a törvény embereit és nyugodtan uralma alá hajtani a várost. Rose és Salvatore készséggel állnak az újdonsült gengszter szolgálatára.
Este a két testvér a Paradiseba megy kikapcsolódni. Franknek a lokállal kapcsolatban is elképzelései támadnak, amikor meglátja ugyanazt a hölgyet O'Brian társaságában, akit már Rose szalonjában is látni vélt és éppen Timothy masszírozta. Ő nem más mint Lucy Barrett (Margaret Lee), egy ügyész lánya. O'Brian, mivel nem állhatja az olaszokat, sosem fizet a lokálban. Elég büszke és fennhéjazó, hogy egy rendkívül gyönyörű nővel mutatkozhat, de Lucy a lehető legteljesebb mértékben undorodik a férfitól. Frank oda is megy az asztalukhoz, ahol meggyújtja Lucy cigarettáját, de ez O'Brianben megint fellobbantja a gyűlöletet és irigységet. Bár Lucy megjegyzi neki, hogy Amerikát nemcsak az íreknek, mint O'Brian, találták ki. Eközben Salvatore az irodájában kis pásztorórát akar eltölteni barátnőjével, Bambival, de együttlétüket megzavarja egy testes és faragatlan fickó, Charlie Romero (Ricardo Palacios) érkezése, aki a Trianon bár tulajdonosa és az alkoholt Mannatán keresztül szerzi be O'Connortól. A fráter még Bambival szemben is illetlen, majd dühösen vonja kérdőre Salvatorét, hogy mire az áremelés. Salvatore viszont O'Connorra hivatkozik, akit fel is hív telefonon, persze figyelmezteti Romerót, hogy O'Connort nem tanácsos megsérteni. De Romero túlzottan magabiztos, ezért kereken kijelenti a telefonban O'Connornak, hogy nem hajlandó többet fizetni. Persze az ír bandavezér úgy tesz, mint aki engedne Romerónak, aki úgy véli jól ráijesztett O'Connorra, de az a beszélgetés után rögvest elküldi az embereit Romero lakására, Jacky (a film szerint Matón, Barta Barri) és egy orvos, Dr. MacDonald, más néven a Doki (Víctor Israel) vezetésével. Romerót az ágyban találják néger szeretőjével együtt. Bár a rémült férfi esedezik, de hasztalan állítja, hogy nem volt komoly, amit O'Connornak mondott, Jacky vadászkését egy ügyes mozdulattal belehajítja Romero szívébe. Ezután jön Doki, aki hamis halotti bizonyítványt állít ki, hogy a gyilkosságot el lehessen tussolni. A szeretőt pedig néhány dollárral lefizetik, majd megfenyegetik, hogy tartsa a száját.
Ezalatt O'Briant elszólítja valami, Frank pedig nyugodtan beszélgethet Lucyval. A bátyjától megtudta, hogy Barret ügyész, Lucy apja nagy veszteséget szenvedett el a nemrég kitört válság következtében. Lucy szerint az apja kis híján megölte magát, de Al Messina kisegítette a bajból, amelyről azonban papír is maradt, mely O'Brianhez jutott. O'Brian elkezdte zsarolni Lucyt és emiatt a szeretője lett, hogy apjának segítsen, de a dokumentumokat nem kapta meg O'Briantől, viszont már annyira megcsömörlött a férfitól, hogy nem bírja tovább. Frank beleszeret a hölgybe, ezért segíteni akar rajta. Lucy távozása után rögvest elmegy O'Brian házába, aki testőrt is képező sofőrrel (Juan Olaguivel) jár, s fél még az éjszaka sötétjétől is, akárcsak egy patkány. Frank a sötétből szegez rá pisztolyt és követeli tőle a Barrettről szóló dokumentumokat. O'Brian azonban, mielőtt átadná az iratokat, asztali lámpája fényét ráfordítja Frankre. Felismerte őt, de ezzel nem tudja sarokba szorítani, mert Franknek ez okot ad arra, hogy eltegye az írt láb alól. Miután elvégezte O'Briant, felhívja telefonon O'Connort és elváltoztatott hangon közli vele, hogy O'Briant szívinfarktus vitte el. A dokumentumokat pedig átadja Lucynak és cserébe nem kér semmit. A nő ettől fogva szerelmes lesz Frankbe. El is megy hozzá, hogy szerelmét megvallja, de Frank megkérdezi, hogy mindezt jól átgondolta-e, mivel ő a város feletti uralomra törekszik és az kockázatokkal jár. De Lucy szerelme erősebb, s Frank megfogadja, hogy őt teszi a legirigyeltebb asszonnyá egész Chicagóban.
Másnap elindul a bűnbirodalom szervezése, s rövidesen kompromittáló fotókat készítettnek a szalon rejtett szegleteiben történtekről egy Spencer nevű fényképésszel (José Solís), akit szolgálatáért és nem utolsósorban diszkréciójáért gazdagon megjutalmaznak. Temple szenátort rögvest meg is zsarolják a képekkel, akiről persze kiderül, hogy azelőtt sem volt makulátlan, mert Al Messina eddig ötezer dollárral fizette. Salvatorétól most tízezer dollárt kap és közli, hogy a negatívok a birtokában vannak, tehát Templenek azt kell tennie, amit ők mondanak. Egyébként pedig szép jövőt ígérnek neki, ha kész a szolgálatukba állni. Temple kénytelen elfogadni a megvesztegetést, már csak a képek miatt is, mialatt felesége szégyenkezve figyeli őket az ajtó mögül.
De Frankék tudják, hogy a tisztviselők megzsarolása önmagában nem elég, pénzre és saját emberekre lesz szükség O'Connor és Al Messina ellen. Ám Frank ennek is ismeri a módját. Odahaza már bevett szokás volt, hogy a szicíliai közembereket megfélemlítették, miszerint fizessenek nekik, cserébe »védelmet« biztosítanak számukra másokkal szemben. De itt Amerikában nem szegény embereket lehet csak védelem alá venni megfélemlítéssel és zsarolással, hanem üzlettulajdonosokat, pénzembereket, kereskedőket. Meg is invitálnak néhányat a lokálba, előnyös üzletet kínálva, de mivel a Mannata testvérek még nem túlzottan ismertek, senki nem jön el, egy bordélyházi madame-on kívül, akit Mammynek hívnak (Antonia Mas). A madame nem tartja túlzottan fontosnak a védelmet, Mannatáék minden csábítónak hangzó szava ellenére, hanem amikor Frank úgy tesz, mintha figyelmeztetné Mammyt a rá leselkedő esetleg veszélyekre, a madame felháborodottan távozik a lokálból, sőt úgy véli, neki sokkal befolyásosabb barátai vannak, akikkel elintéztethetné a Mannata testvéreket. Frank természetesen erre az eredményre számított, de mindenre tud megoldást: rövidesen pokolgépes és lőfegyveres merényletek sora indul el azok ellen, akik nem álltak kötélnek. Még Mammy bordélyát is meglátogatják Mannata emberei automata gépfegyverekkel felszerelkezve, ahol aztán felforgatják a házat, a nőket és a kunsaftokat kiráncigálják az ágyakból, az egyik férfit, aki fegyvert próbál rántani, meg is ölik. Az egyik gengszter szadista módon arcon önti az egyik örömlányt (Lola Villar) savval, mire Salvatore, aki soha nem képes nőt bántani, rettentően felbőszül, megveri, megfenyegeti és elzavarja korábbi emberét. Frank pedig most már egyértelműen Mammy tudtára adja, hogy miről is van szó és heti ezer dollárért cserébe felajánlja »védelmét« a bordély felett. Mammy lelkében tombol a gyűlölet, de kénytelen eleget tenni Mannatáéknak.
O'Connorék aggódva szemlélik a Mannata-fivérek térnyerését. A Doki, a rendkívül ravasz és hamiskás kisember, aki folyton sállal a nyaka körül és kalapban poroszkál, kiderítette, hogy Mannatáék a védelmi pénzek beszedésével 300 ezer dolláros jövedelemre tettek szert, ugyanakkor nagy területet vontak ellenőrzésük alá, ahol az emberek nekik engedelmeskednek és vélhetően informálják is őket. O'Connorék megteszik a megfelelő ellenintézkedést és Buchanan rendőrfőnököt küldik a Paradiseba, hogy tartóztassa le Salvatorét, mivel az bevételük után nem adózik. Buchanan hatalmas felhajtással vonul ki a Paradise lokálhoz és keményen közli Salvatoréval letartóztatását. Azonban, amikor Salvatore felmutatja a lányáról készült képeket, Buchanan ereiben megfagy a vér. Salvatore ugyanazt teszi vele szemben is, mint Temple szenátorral, úgyhogy Buchanan, akit alaposan megaláztak, visszavonulót parancsolhat embereinek.
O'Connor dühödten fogadja a hírt Buchanan fiaskójáról. Most már Al Messinát is kell tájékoztatni az eseményekről, de arról O'Connorék sem tudnak, hogy Mannatáék már eltervezték Messina likvidálását, hogy azáltal rátehessék a kezüket a teljes illegális szeszforgalmazásra. Buchanant már ellátták a szükséges utasításokkal, s megkeresnek egy nyomortelepen élő török emigránst (Yamil Omar), akinek majd be kell törnie egy ékszerüzletbe, hogy azután abba a börtönbe kerüljön, ahol Al Messina is büntetését tölti. Al Messina a börtönből utasítja Dokit, hogy rendeljék el a bandánál a Mannaták és körük kivégzését. Meg is kísérli a merényletet egy csapat fegyveres Frankék ellen, amikor egy tavaszi nap a szabadban ebédelnek, mialatt szicíliai zenészek szórakoztatják őket és arról ábrándoznak, hogy egyszer visszamennek Olaszországba, miután a lehető legnagyobb mértékben megtollasodtak és ott a testvérek édesanyjának egy csodálatos sírkövet állítanak márványból. A támadás persze váratlanul éri őket, de a testőrök is a segítségükre sietnek. A zenészek és néhányan halálos találatot kapnak, de Frankék megússzák és az őket üldöző autó után is bombát hajítanak.
A török közben elköveti a rablást és letartóztatják. Lason szövetségi ügynök a Chicagóban zajló sorozatos gyilkosságok és összecsapások miatt telefonon érdemi lépéseket követel Buchanantől a Mannaták ellen, de mivel a rendőrfőnök a kezükben van, az mindig elodázza a szövetségiek követeléseit. Ezért a szövetségiek radikális eszközhöz folyamodnak, Washingtonnál próbálják elérni, hogy utasítsák ki Frank Mannatát az államokból. Frank nehéz helyzetbe kerül és Temple szenátor sem tud sokat segíteni, legfeljebb csak ideig halasztani a kiutasítást. Az egyetlen lehetősége az, lévén nem amerikai állampolgár, ha amerikait vesz feleségül. Így hát gyorsan megesküszik Lucyval, akivel mindjárt nászútra is mennek. Közben Bambi és Salvatore is esküvőn gondolkodik. Bár Lucynak kétségei támadnak az eddig történtek után és úgy gondolja el kéne hagyniuk Amerikát, mert talán Frank máshol is megcsinálhatja a szerencséjét, hisz rendkívül talpraesett ember.
Ezalatt a török felesége mérget csempész be férjének a börtönbe. Buchanan abba a részlegbe küldi a törököt, ahol Al Messina cellája van és gengszterfőnök nemsokára meghal. Jacky kideríti, hogy a gyilkos valószínűleg a török volt, a felesége ráadásul eltűnt, s többen látták, hogy Mannata náluk járt. O'Connor elszánja magát a végleges leszámolásra, de a Doki óvatosabb megközelítést javasol. Sebezhetőbb pontra kell lecsapni, ami az olaszok gyengéje, méghozzá a család.
Azt senki sem sejti, hogy Rose szalonjának egyik vendége Patricia (Sun De Sanders) O'Connor szeretője. Rose biszexuális hajlamú és a nő felé gyengéd érzelmeket táplál. Timothy tud a viszonyukról, de annyira szereti Roset, hogy inkább hallgat. Patricia kozmetikumokat rendelt Rose szalonjától, majd a nőt egyik este lakására csalja, de a spanyolfal mögött már ott rejtőzik O'Connor, aki lelövi Roset.
Odahaza Salvatore és Bambi közös jövőjüket tervezik. Bambi fürödni megy, amikor a házba behatoló O'Connor emberei meggyilkolják, Salvatorét pedig összeverik. O'Connor felhívja telefonon Franket és közli vele, hogy meggyilkolta Roset és Bambit, továbbá ha Frank meg akarja menteni a bátyja életét, akkor mindent át kell adnia, a Paradiset, a megzsaroltak nevének listáját és miegymást, majd pedig Kanadába kell távozniuk. Ám Frank nem válaszol, Salvatorét pedig megölik.
Az elrontott nászútról visszatérve Franket már csak a bosszú hajtja. De felhívja O'Connort, mert Messina halála után a szeszkereskedelmet ő tartja kézben, tehát egyenrangú fél vele szemben. Úgy tesz mintha egyezkedni próbálna és Doki is azt sugallja O'Connornak, hogy tárgyaljon vele, közben nyugodtan tervezhetik Frank megölését is. A rákövetkező napra O'Connor és Doki, Jackyvel és az embereikkel elmennek a Paradisehoz. Mannatának kikötötték, hogy egyedül legyen a lokálban, amelynek ő eleget is tesz. Ám Mannata emberei pár sarokkal arrébb teherautókon várakoznak és alighogy leparkolt O'Connor a lokál mellett ők is elindulnak. Az automata gépfegyverekből zúduló sorozat megöli O'Connort, Jackyt és az összes gengsztert. Doki földre veti magát, így elkerüli azt, hogy vele is végezzenek. A doktor egy közeli boltból értesíti Lasont, míg Mannata Buchanant hívja. Úgy tűnik emiatt, hogy Frank tisztázhatja magát, hisz ő értesítette a rendőrséget, ezért neki nincs köze a lövöldözéshez. Doki is azt állítja, hogy a lövések nem a Paradiseból jöttek, ezért Lason újból hoppon marad. Buchanan szomorúan tekint utána, mert bár kötelességének eleget téve kész volna segíteni neki, de nem teheti.
Egy évvel a történtek után Frank és Timothy meglátogatják Rose és Salvatore sírját a temetőben. Miután elhelyezték a koszorút Frank visszamegy a kocsijához, ahol felesége vár rá. Timothy még kinn marad a sírnál, hogy feleségét sirassa, de a temetőben ott van még Dr. MacDonald is, aki óráját figyeli, majd sálját nyaka köré fonva figyeli, ahogy Frank és Bambi kocsijukkal együtt a levegőbe repülnek...

## A film háttere és szereplői
Javier Setó alkotására nagy hatást gyakorolt egy másik korabeli gengszterfilm, annak jó néhány mozzanatát át is vette a rendező. Mindez persze megszokott volt az akkori spanyol és olasz filmgyártásban. Pontosan így történt az alig három évvel korábban bemutatott Sergio Corbucci-féle legendás Django c. westernfilmmel is, amelynek 1968-ban készült egy alternatív feldolgozása, Terence Hillel a főszerepben, a Viva Django. Érdekességképp mind a Viva Django, mind a Frank Mannata igaz története c. film zenéjét Gianfranco Reverberi olasz zeneszerző alkotta. Az akciójeleneteknél, mint Salvatore megverésénél és megölésénél játszott zongorakíséretes zene is ugyanolyan, mint a Viva Djangóban.
Szintén 1969-ben került a mozikba Julio Diamante Tiempos de Chicago c. gengszterfilmje Spanyolországban (ugyancsak aktív olasz közreműködéssel), amelyben a főszereplő Peter Lee Lawrence, a spagettiwesternek egyik tragikus sorsú sztárja. A másik főszereplő a Salvatorét alakító Guglielmo Spoletini egy bizonyos Francesco Lo Faro-t játszik, aki nincstelen munkásként küzdi fel magát gengsztervezérré Frank Lofaro néven, majd leszámol vele a barátból lett riválisa, Erik (alias Lawrence). Eduardo Fajardo is feltűnik itt, de ezúttal rendőrkapitányt játszik, míg a Buchanant alakító Luis Induni egy gengszter szerepébe bújt. A Setó-féle gengszterfilmben gengsztert játszó Miguel del Castillónak pedig a korábbi alkotásban egy szenátor szerepe jutott. A Diamante-féle filmben is elhangzik spanyolul ¡Viva América! kifejezés, s a film a producere szintén Luigi Mondello volt.
Diamante filmjének cselekménye sok tekintetben hasonlít, majdnem egyező is Setóéval. A forgatási helyszínek is több esetben megegyeztek. Lényegi különbség, hogy Diamante filmjében több olyan jelenet van, amelyben meztelenkednek szereplők, Setónál ez viszont elenyészőbb. Magyarországon eddig a Diamante-féle gengszterfilm nem került bemutatásra.
A Frank Mannata igaz történetének külső jelenetei mind Spanyolországban készültek. A rendező ügyelt arra, hogy a kamera ne túl széles panorámát vegyen fel, nehogy túlságosan feltűnjön, hogy dél-európai helyszínen forgattak. A szűk városi utcákban forgatott jelenetek is elég jól emlékeztettek a harmincas évek amerikai városi képére. A zugfőzde helyszínéül szolgáló elhagyott városka az akkor spagettiwesterneknek szolgált forgatási helyül, amelyek többnyire Spanyolországban készültek. Ugyanezt helyszínt már Diamante is felhasználta.
Európa szerte több olyan filmet forgattak akkoriban, amelyek Amerikában játszódtak. Keleti Márton is egy évvel Javier Setó előtt elkészítette a maga gengszterfilmjét, Az aranykesztyű lovagjai-t, a Kennedy-gyilkosságról, amelyhez szintén ugyanilyen megoldásokat kellett alkalmazni, nehogy kitűnjön az európai helyszín.
Fajardo és Víctor Israel már nem egy alkalommal dolgoztak együtt a kor divatos filmjeiben, többek között spagettiwesternekben. Egyikben, A cowboy száz halottjában példának okáért épp Peter Lee Lawrenccel. Eduardo Fajardo 1975-ben is szerepelt egy olasz-francia-spanyol közös rendezésű gialóban George Hiltonnal és Antoine Saint-Johnnal, a L'assassino è costretto ad uccidere ancora-ban, egy ravasz rendőrfelügyelő mellékszerepében, akinek végül nevető harmadikként sikerül felfednie egy pszichopata gyilkos kilétét, valamint lelepleznie egy feleségét meggyilkoló üzletembert, aki felesége életbiztosítását kívánja megkaparintani, épp ezért lepaktál a pszichopatát alakító Saint-Johnnal.
A Frank Mannata igaz története bár csak a címében igaz történet, mert Frank és Salvatore Mannata fiktív személyek sosem léteztek, de számos momentum a filmben valós. Frank Mannata mintha a modern szervezetbűnözés alapjait veti meg a zsarolással, a motorizált megvesztegetéssel, a szervezet szisztematikus felépítésével. Ez azonban a Chicagót akkoriban ténylegesen uraló nápolyi származású Al Capone műve volt. További valós tény, hogy az ír és olasz bűnbandák esküdt ellenségei voltak egymásnak és véres háborúkat vívtak Chicagóban a város és a szeszkereskedelem feletti uralomért. A gazdasági válság következtében ugyanakkor már nem volt túl jövedelmező az alkoholkereskedelem, mert a szegénységtől sújtott embereknek italra nem volt pénzük, inkább élelmiszerre fordították a keresetüket. Épp ezért a gengszterek, ahogy Mannatáék is a filmben, új ágazatokra tértek át, ezért egyre nagyobb hangsúly helyeződött a védelmi pénzek beszedésére, mások zsarolására, magas rangú tisztviselők és a karhatalom megvesztegetésére, hogy szemet hunyjanak a tiltott tevékenységek felett.
A filmben hallható főgengszter, Al Messina neve voltaképpen Al Capone nevéből lett átvéve, akit 1931-ben ítéltek börtönre. Lason ügynök egy Buchanannal folytatott telefonbeszélgetés során azzal érvel, hogy ő nem akar még egy Szent Bertalan-éj-t Chicagóban. A film készítői ezt a fiktív eseményt vélhetően a Valentin-napi mészárlás-ból, avagy Szent Valentin-napi mészárlás-ból emelték át: 1929. február 14-én Al Capone emberei a vele rivális észak-chicagói ír Moran banda hat tagjával és egy ártatlan kívülállóval végeztek, amely a társadalomban is megdöbbenést és felháborodást szült, illetőleg az FBI is elsődleges feladatának tekintette Capone kézre kerítését.

## Jeffrey Hunter halála
Hunter a végső jelenetben, mikor Frank és Lucy kocsiját a sofőrükkel együtt MacDonald doktor felrobbantja, túl közel volt a kocsi robbanásához, emiatt a villanás következtében agyrázkódást szenvedett. Még akkor is rossz állapotban volt, amikor hazament Amerikába. Alighogy landolt a repülőgépe Los Angelesben, rögvest az Irgalmas Szamaritánus Kórházba kellett szállítani, de az orvosok szerint nem szenvedett súlyos sérülést, csupán agyrázkódás érte és megrándult néhány csigolyája. Nem sokkal később otthonában elesett egy virágcserépben és beverte a fejét egy korlátba, amitől koponyatörése lett. A helyi presbiteriánus kórházban agyműtéttel próbáltak segíteni rajta, de vélhetően a nemrég szerzett agyrázkódás is súlyosbította a koponyatörést, ezért nem tudták megmenteni az életét. Alig négy hónap volt hátra, hogy bemutassák Európában a Frank Mannata igaz történetét.

## A filmben látható fegyverek

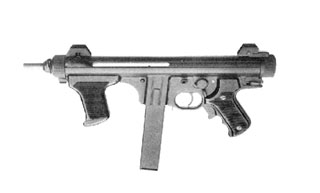
A Beretta M12-es egy mai formája, amely nem sokban tér el az 1960-as években gyártott típustól.

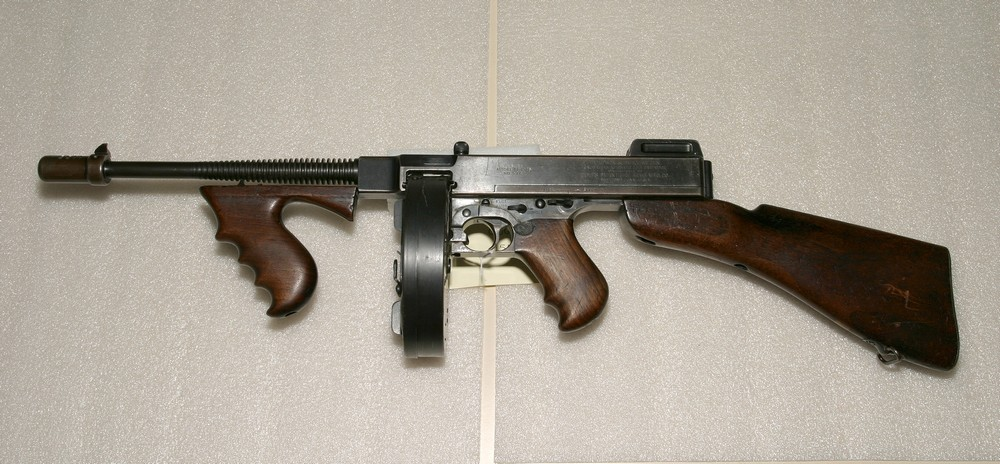
Egy klasszikus gengszter Thompson.

Közismert, hogy az 1920-as és 30-as évek gengszterjei előszeretettel használtak Thompson M1928 típusú, dob formájú tölténytáras automata gépfegyvereket. A Frank Mannata igaz történetében, akárcsak a Julio Diamante-féle gengszterfilmben is látni lehet dobtáras gépfegyvereket, ezek azonban nem valódi Thompsonok, a költségvetés nem tudott beszerezni ilyen eredeti arzenált. A trükkmesterek ezért az olasz gyártmányú Beretta M12-est módosították úgy, hogy dobtárat adtak hozzá. A gengsztereket játszó statiszták is elég közel tartják magukhoz ezeket a fegyvereket, hogy ne látszódjon, hogy a Berettának nincs puskatusa, mivel az hozzátartozott a klasszikus Thompsonhoz.

## Bevételek
A film Spanyolországban több mint 8 millió peseta bevételt hozott és közel félmillióan látták. Kevéssel múlta felül Julio Diamante korábbi filmjét melyre több mint 360 ezren voltak kíváncsiak és csekéllyel kevesebb, mint 7 millió peseta bevétele származott. Az azóta eltelt évtizedek alatt mindkét alkotás jelentősen vesztett népszerűségéből és már csak ritkán adják le televízióban, vagy filmszínházban. Ugyanúgy nehéz DVD kiadásban meglelni ezeket a filmeket, jóllehet a film szereplői között több akkori neves színész van.

## Érdekességek
Bruno Corbucci 1971-ben forgatott egy komédiát Io non spezzo… rompo címen, ahol az egyik mellékszereplőt szintén Frank Mannatának hívják és Claudio Gora, korának neves olasz színésze alakítja.
Guglielmo Spoletinit a magyar tévénézők leginkább a Zsoldoskatona című Bud Spencer-filmből ismerik, úgy mint Miale da Milazzót, a csaló kockást. Víctor Israel is szerepelt egy Bud Spencer-filmben, Az angyalok is esznek babot-ban, amely lényegében egyfajta gengszterfilm-paródia és részleges spanyol közreműködéssel készült, Israelen kívül további három spanyol színésszel. Karaktere Israelnek ott sem változott: egy látszólag gyámoltalan, de ravasz és elkötelezett rendőrségi spicli, Júdás szerepét alakította.

## Bakik
Az ügyes és takarékos megoldások ellenére néhány apróbb melléfogás jól észrevehető a filmben. Az egyik ilyen, amikor Frank, Salvatore és a többiek a Jacky vezette merénylők elől menekülnek el a kerti mulatság helyszínéről, s amint kihajtanak kocsijukkal a helyszínről, a távolból feltűnik egy középkori spanyol vár, amelynek formája összetéveszthetetlen. Effajta, régi erődítmények az amerikai kontinensen egyáltalán nem találhatóak, még kevésbé Chicagóban, vagy annak környékén.

## Külső hivatkozások
- Italian Crime Filmography, 1968-1980